# 普莱纳斯
普莱纳斯，是西班牙阿拉贡自治区萨拉戈萨省的一个市镇。 总面积38平方公里，总人口159人（2001年），人口密度4人/平方公里。